# Pinko
Pinko是一个意大利女性时尚品牌。它由Pietro Negra 和他的妻子Cristina Rubini 于1980 年代初创立。 截至 2016 年，Pinko在全球開設了500多家零售店。 
Mark Fast、Alessandra Facchinetti和 Marina Spadafora等設計師曾經為Pinko設計產品。 Pietro Negra 的女儿Cecilia 和Caterina也在Pinko工作。 

## 外部鏈接
- 官方网站
- 维基共享资源上的相關多媒體資源：Pinko

<